# Баку — Новороссийск
Баку — Новороссийск — трубопровод для транспортировки каспийской нефти к российскому порту Новороссийск, расположенному на берегу Чёрного моря. Общая длина нефтепровода 1330 км, из них 231 км проходит по территории Азербайджана.
Введён в эксплуатацию в 1983 году для прокачки западно-сибирской нефти на азербайджанские НПЗ. В 1996 году переведён в реверсный режим и используется для экспорта азербайджанской нефти через Новороссийск для последующей транспортировки на танкерах в Европу. Однако с момента запуска нового нефтепровода Баку — Тбилиси — Джейхан важность старого маршрута для Азербайджана уменьшилась, если изначально поставки составляли 5 млн тонн нефти, то в 2009 году упали до 2,5 млн тонн, а в 2014 году достигли рекордно низкого уровня — 932 тысячи тонн. После 2015 года объём прокачиваемой нефти возрос до чуть более 1,2 млн тонн, и в 2017 году достиг 1,5 млн тонн.
По состоянию на 2013 год контролируется российской компанией «Транснефть».
Нефть, прокачиваемая по трубопроводу, продаётся в Новороссийске под маркой Urals, разница в цене между Urals и Azeri light составляет порядка $3 (2006).